# От начала до конца
«От начала до конца» (порт. Do Começo ao Fim, англ. From Beginning to End) — бразильская драма 2009 года о двух типах человеческих взаимоотношений, на которые обществом наложено табу: инцест и гомосексуальная связь, история взросления и любви единоутробных братьев Томаса и Франсиску. В 2010 году фильм демонстрировался на Международном кинофестивале в Сиэтле.

## Сюжет
Действие происходит в Рио-де-Жанейро. История начинается в 1986 году с рождением младшего брата Томаса. Шесть лет спустя в фильме показаны близкие и очень привязанные друг к другу два брата, которые воспитываются матерью Жульет и её вторым мужем Алешандри. Старший Франсиску защищает и опекает Томаса. Жульет замечает, что мальчики очень близки, возможно даже слишком близки. Прошли годы. Мать умерла. Томасу и Франсиску уже 20 и 25 лет — их сильная братская привязанность переросла в любовь. Томас, перспективный пловец, вынужден отправиться в Москву на три года для подготовки к Олимпийским играм. Два брата разделены первый раз в своей жизни. Им приходится пройти испытание на верность. Но их любовь сильнее всего, и разлука оказывается недолгой, ведь жить друг без друга они не могут. Франсиску приезжает к Томасу в Москву.

## В ролях
- Жулия Леммертц — Жульет, мать
- Фабиу Ассунсон — Алешандри, отец Томаса
- Рафаэл Кардозу — Томас (в возрасте 20 лет)
- Жоау Габриэл Васконселус — Франсиску (в возрасте 25 лет)
- Жан Пьер Ноэр — Педру, отец Франсиску
- Лукас Котрин — Франсиску (в возрасте 11 лет)
- Габриэл Кауфман — Томас (в возрасте 6 лет)